# Surveyor–5
Surveyor–5 (angolul: térképész) az amerikai Surveyor-program űrszondája, amely sima leszállást hajtott végre a Holdon.

## Küldetés
A NASA tévé-kamerával, talajmechanikai berendezésekkel és analizátorokkal felszerelt szerkezeteket juttatott a Hold felszínére. A program célja, elősegíteni az Apollo-program keretében végrehajtandó emberes Holdra szállását.

## Jellemzői
1967. szeptember 8-án egy Atlas–Centaur rakétával indították a Air Force Eastern Test Range űrbázisról. A második kozmikus sebességet elérve direkt pályán indult a Hold felé. Repülés közben pályakorrekciót hideggázrakétákkal végeztek, helyzetét stabilizálták. A referencia érzékelők a Napot és a Canopus csillagot vették célba.
A szerkezet önellenőrzés során megállapította, hogy a hajtóanyagtartályból a hélium szivárog. Módosítást igényelt a leszállási manőver, az eredeti 84 kilométer magasság helyett csak 46 kilométernél indultak be a fékezőrakéták. Holdra szállás közben a folyékony hajtóanyagú fékezőrakéták működését az automata, fedélzeti radar-magasságmérő jelei vezérelték. Néhány méteres szabadesés után a három korong alakú leszállótalpra leszálló egységkén sikeres landolást hajtott végre. Az irányítás pontosságára jellemző, hogy alig 3,2 kilométerrel tért el a meghatározott célponttól. Szeptember 11-én sima leszállást hajtott végre a Nyugalom tengerére (Mare Tranquillitatis), egy 9-10 méter átmérőjű kráter belső oldalán. A Hold felszínének részletes és globális felderítése. Megállapították, hogy nincs mágnesező ereje a Hold felszínének.
A Surveyor 3 méter maga, három lábon álló dúralumínium, csővázas építmény. A váz fogta össze a üzemanyagtartályt, rakétahajtóművet, telekommunikációs egységet, vezérlőegységet, az 1,5 méterre kinyúló manipulátorkart, antennákat. Energiaellátását akkumulátorok (cink-ezüst) és napelemek (1 négyzetméter, 3960 napelemlapocska) összehangolt egysége biztosította. Tömege induláskor 1.5 tonna, leszállás után 300 kilogramm.
Leszállást követően talajvizsgálatokat aktivációs analizátorral végezte, mintavételt, sugárzásos anyagelemzést 83 órán keresztül végzett. A kamera és kiegészítő egységeivel 360 fokban 19 006 felvételt készített vörös, kék és zöld szűrők közbeiktatásával, ezeket átalakítás után a Földre sugározta, ahol összeállították a környezet színes panorámaképét. Szeptember 12-én a földi irányítóközpont parancsára működésbe hozták az egyik irányítórakétát, ellenőrizve, hogy a Hold felszínén milyen változás történik. Megállapítást nyert, hogy a Hold felszínét nem porréteg borítja, többségében vulkáni eredetű anyagok találhatók.
Szolgálati ideje az első holdéjszakával szeptember 13-án befejeződött. November 1-jén aktiválták a szondát. A második hónapban 1048 képfelvétel érkezett, de minősége gyenge volt. A kémiai elemző további 22 órában analizált. Megállapították, hogy az energia ellátó egység teljesítménye rohamosan csökken. Utolsó adatszolgáltatása 1967. december 14-én történt.

## Külső hivatkozások
- Surveyor-2. lib.cas.cz. [2013. október 13-i dátummal az eredetiből archiválva]. (Hozzáférés: 2012. december 28.)
- Surveyor-2. hq.nasa.gov. [2012. május 2-i dátummal az eredetiből archiválva]. (Hozzáférés: 2012. december 28.)

| Elődje: Surveyor–4 | Surveyor-program 1966–1968 | Utódja: Surveyor–6 |